# Château de Villevieille
Le château de Villevieille se situe sur la commune de Villevieille à côté de Sommières  dans le département français du Gard et la région Occitanie.
Le château a été classé monument historique le 2 juillet 1971.

## Histoire
L'origine du château remonte au XIe siècle, possession des Bermond, seigneurs de Sauve et d'Anduze. Vers 1240, saint Louis dépossède Pierre Bermond VII, petit-fils du comte de Toulouse, de tous ses biens en Bas-Languedoc. Saint Louis, séjourne au château en 1270, avant de partir pour la huitième croisade. Pierre Scatisse, trésorier royal acquiert le château en 1365. En 1529, Bernard de Pavée achète le château qui reste depuis lors en sa descendance.
Les guerres de Religion n'épargnent ni Sommières, ni Villevieille. Lors du troisième siège de Sommières, Louis XIII signe le 17 août 1622 la capitulation de la ville au château. Contrairement à ses voisins, le château ne subit aucun dommage lors de la Révolution.
De 1913 à 1960, le château inoccupé se dégrade. En 1960, Le comte et la comtesse de David de Beauregard entreprennent la restauration du château et reçoivent le prix de Chefs-d'œuvre en péril en 1968.

### De la préhistoire aux Wisigoths
L’ancienneté de l’habitat est attestée à Villevieille depuis 4 500 ans, sur le lieu-dit de Fontbouïsse devenu le qualificatif générique d’une civilisation chalcolithique (civilisation du cuivre). 
Plus tard une cité primitive se développe. Les habitants sont des Celtes, des Volques Arécomiques ou peut-être des Ligures. Les murs des remparts qui entourent la ville sont composés de blocs énormes de pierre non taillées et sans ciment, suivant l’usage des peuples primitifs. Les vestiges de ces murs sont encore visibles en diverses parties du territoire de la commune. La bourgade gauloise bornée à l’ouest par l’escarpement de la montagne est entourée sur les trois autres côtés par de fortes murailles d’une épaisseur de cinq mètres.
Les vestiges prouvent l’importance de la cité romaine dont le nom est inconnu. Des fouilles récentes ont permis d’établir son existence entre le deuxième siècle avant Jésus-Christ et le deuxième siècle après Jésus-Christ. Lors de sa plus grande extension, elle s’étendait sur une vingtaine d’hectares. C’est une ville de second ordre, un oppidum dans la dépendance de Nemausus (Nîmes) et qui a à son tour sous sa dépendance les vici du voisinage privés d’organisation municipale et politique (Aujargues, Souvignargues, Escates, Vic-le-Fesc, Grand et Petit Gallargues, Vérargues, Saturargues, Ambrussum et Castries). Elle a le privilège des municipes avec son centurion ou chef de l’autorité militaire avec ses quatuorviri ou magistrats.
À partir des Ve et VIe siècles, les Wisigoths créent un important empire en Languedoc et en Espagne. Puis pendant trois siècles, Arabes et Francs se disputent la région.

### Des origines à la Renaissance
À la fin du XIe siècle, la société féodale émerge progressivement. Bermond, baron de Sauve et d’Anduze, d’une famille d’ascendance Wisigothe règne sur la région. Il fait construire au nord ouest  du plateau de Villevieille, une grande tour rectangulaire, ‘la tour de Saint-Baudile’, la première de ce qui deviendra le château.  Cette tour de guet permet de surveiller la vallée du Vidourle. La ville de Sommières, au bord du Vidourle commence à se développer. Villevieille ne sera plus que la ville ancienne. Son château, sa position dominante et les remparts entourant le vieux village, lui conserveront un rôle stratégique et défensif.
Durant plus de deux cents ans, les barons de Sauve et d’Anduze sont tantôt inféodés aux comtes de Toulouse, tantôt du parti opposé. Au début du XIIIe siècle, Pierre Bermond d’Anduze épouse Constante de Toulouse, fille de Raymond VI, comte de Toulouse et arrière-petite-fille de Louis VI le Gros, roi de France.
Pendant la guerre contre les cathares, Pierre Bermond, arguant de son orthodoxie, essaie de récupérer auprès du pape Innocent III, des terres appartenant à son beau-père - Raymond VI, se fait dépouiller peu à peu par Simon de Montfort. Pierre Bermond meurt à Rome en 1215 sans obtenir satisfaction. Son fils s’unit à Raymond VII à la mort de Simon de Montfort. Après la déroute des armées du comte de Toulouse, il est contraint de faire hommage au roi Louis VIII en 1226. Vers 1240, participant de nouveau à une révolte initiée par Raymond VII, il est spolié par saint Louis de tous ses biens en Bas-Languedoc. Saint Louis ne lui pardonne pas d’avoir renié son serment. La grosse tour devient la Tour du Roi, une deuxième tour est ajoutée à l’est, la ‘tour du colombier’. Saint Louis conclut après de longues négociations un échange avec les moines de Psalmody : les terres fertiles prises à Pierre Bermond contre les terres insalubres d’Aigues-Mortes. Il décide la construction du port, première ouverture pour les rois de France sur la Méditerranée. De là, il s’embarque en 1248 pour la septième croisade. Il reviendra en 1270 et séjournera au château avant de s’embarquer pour Tunis.
Le château reste domaine royal pendant près d’un siècle. Philippe VI de Valois octroie en 1345, le château à Humbert II de Dauphiné qui le cède peu après à Géraud de Prats. Deux nouvelles tours carrées, la « tour du Portail » au sud, la « tour de Montredon » au Nord, sont construites en 1320. Les remparts de Villevieille sont probablement construits à cette époque.
Pierre Scatisse, trésorier royal, acquiert le château en 1365. Aux Scatisse succèdent par alliance les Villars qui conservent le château jusqu’au début du XVIe siècle.

### De la Renaissance à nos jours
En 1529, le château est acheté par Bernard de Pavée, originaire de Picardie, maître en la cour des Comptes de Montpellier. Mort sans enfant en 1531, son héritage passe à son frère François, gentilhomme et valet de chambre du roi et plus tard commissaire des guerres. Depuis, le château  demeure en sa descendance. Bernard de Pavée puis son frère François apportent de nombreuses modifications au château aménageant le corps de logis principal à l’Ouest, dans le style Renaissance. La forteresse fait place progressivement à une demeure résidentielle. Les Pavée deviendront seigneurs, puis barons et enfin marquis de Villevieille.
Dès 1551, la région comptait de très nombreuses Églises Réformées dont celle de Villevieille. Sous couleur de religion on s’étripe mutuellement pendant de longues années sans considération de famille et changeant de camp sans vergogne. Les Protestants passent aux armes les premiers en exécutant à Nîmes de nombreux catholiques. Parmi les instigateurs de cette fameuse « michelade » figure un certain François de Pavée, seigneur de Servas, cousin d’un autre François de Pavée, catholique et seigneur de Villevieille.
En 1573, peu après le massacre de la Saint-Barthélemy (25 août 1572), le maréchal de Damville, apparenté à la famille Pavée, installe son quartier général au château de Villevieille. Il a pour mission d’anéantir les dissidents protestants qui tiennent Sommières. Après trois semaines de combats acharnés, épuisés par la disette, les morts, et un début d’épidémie, les protestants capitulent le 16 avril. Dès l’année suivante, le même maréchal de Damville passe dans le camp opposé. Il deviendra duc de Montmorency en 1579, et passera à plusieurs reprises de l’obédience protestante à la catholique et vice versa jusqu’à sa mort en 1614.
En 1575, il décide de reprendre le contrôle de Sommières. Il faut commencer par s’emparer de Villevieille. Il maîtrise le château, mais non sans dégâts, massacre la garnison en place, fait prisonnier son jeune parent François de Pavée, âgé de 15 ans, incendie la chapelle, une partie du bâtiment de l’aile Sud. Sommières est reprise difficilement, malgré une préparation minutieuse et l’aide providentielle d’une vidourlade. Vainqueurs et Vaincus, Protestants et Catholiques doivent relever ensemble les ruines. La grande peste de 1586 n’épargne ni les uns ni les autres. 
En 1622, Louis XIII vient assiéger une dernière fois Sommières. Le quartier général s’installe de nouveau au château de Villevieille. Louis XIII reçoit la reddition de la ville le 17 août. 
Les relations de Philippe-Charles de Pavée de Villevieille, ami de Voltaire, des encyclopédistes, de Condorcet et de Cambacérès, ainsi que les activités politiques de son fils Louis-François, préservent le château pendant la Révolution française. 
En 1822, le château est transmis au marquis de Gras-Préville, puis à Marie Caroline de Gras-Préville, petite fille de la sœur aînée de Philippe de Pavée de Villevieille, Marie Caroline épouse en 1833 le comte de David-Beauregard.
De nos jours le château est la propriété de la famille de David-Beauregard.

## Architecture
La partie médiévale est constituée de quatre tours rectangulaires : au nord-est, la tour de Saint-Baudile, la plus ancienne, date de la fin du XIe siècle, au sud-est, la tour du Pigeonnier date du début du XIIIe siècle alors qu'au sud-ouest et au nord-ouest les tours du Portail et de Montredon ont été édifiées vers l'an 1320.
Une cour d’honneur précède la cour intérieure qui est fermée par les bâtiments et un mur de clôture couronné de balustres dans lequel s’ouvre un portail néo-classique à bossages et fronton. 
François de Pavée, vers 1530, rénove l’ancien logis féodal faisant de la façade située côté cour intérieure un des plus anciens témoignages d'architecture de la Renaissance du Languedoc.
Une nouvelle aile est ajoutée, par son arrière-petit-fils Raymond de Pavée au temps de Louis XIV.
Une chapelle et des décors intérieurs datent du XVIIIe siècle.

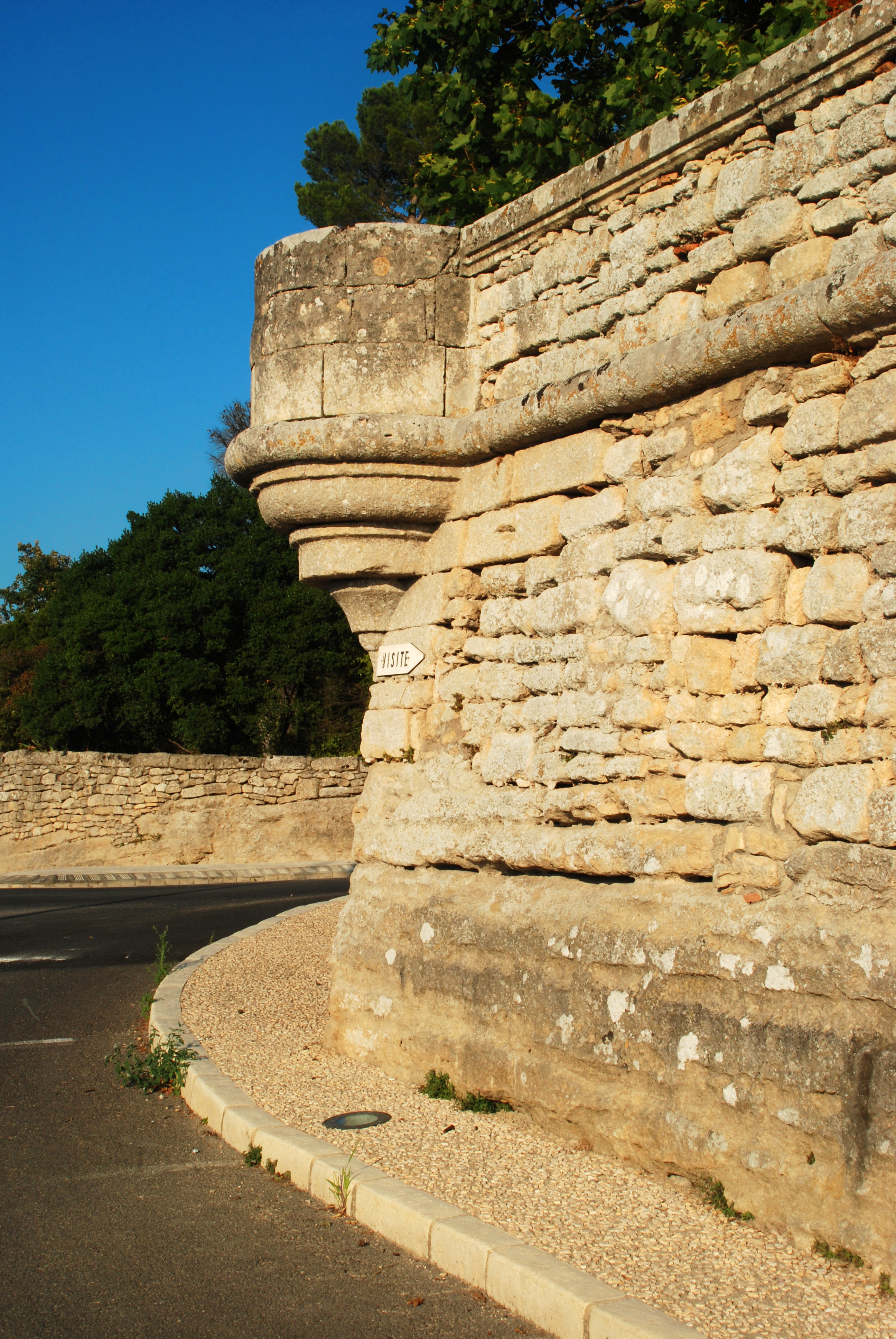
Mur et échauguette.
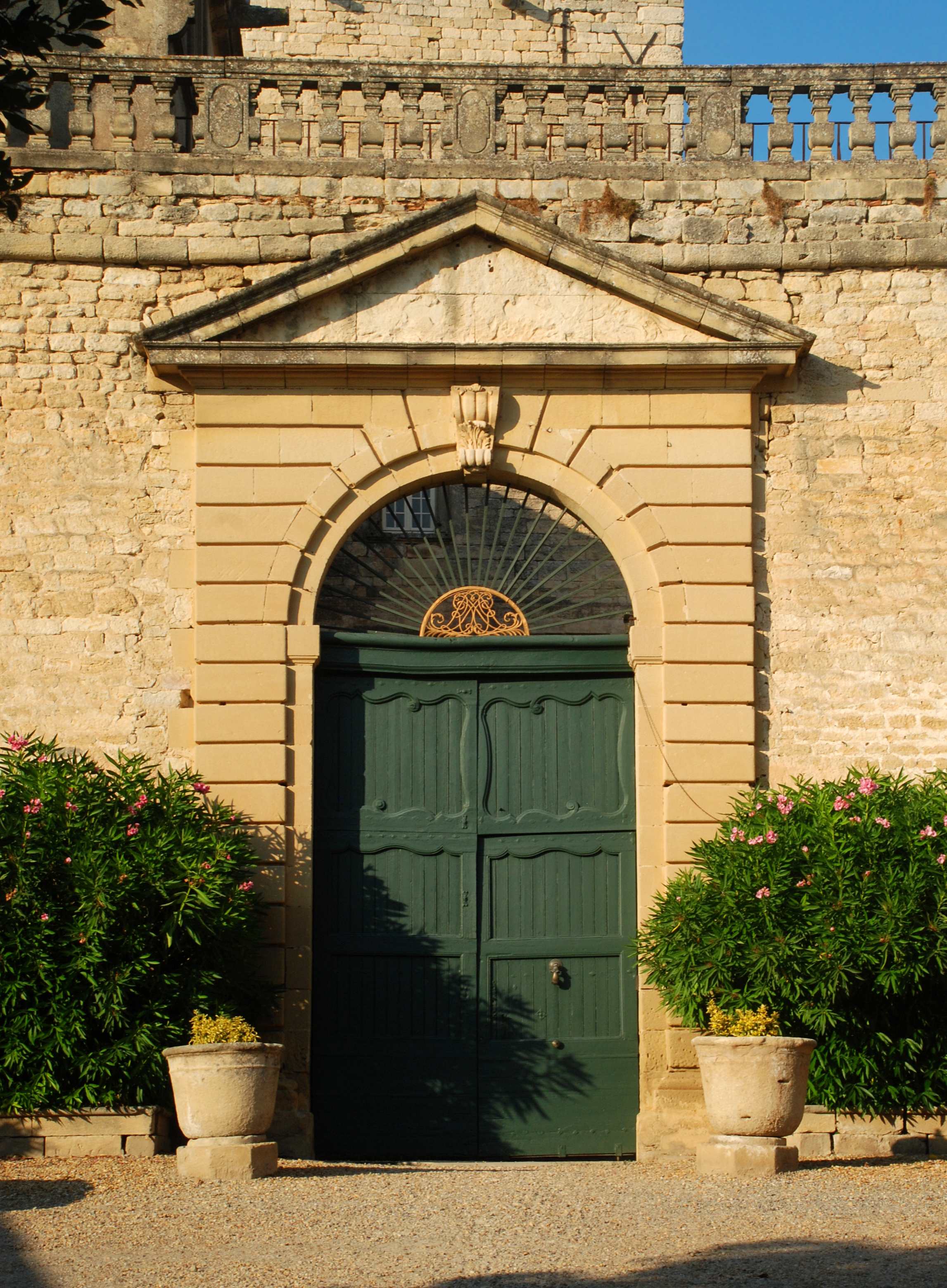
Le portail néo-classique.
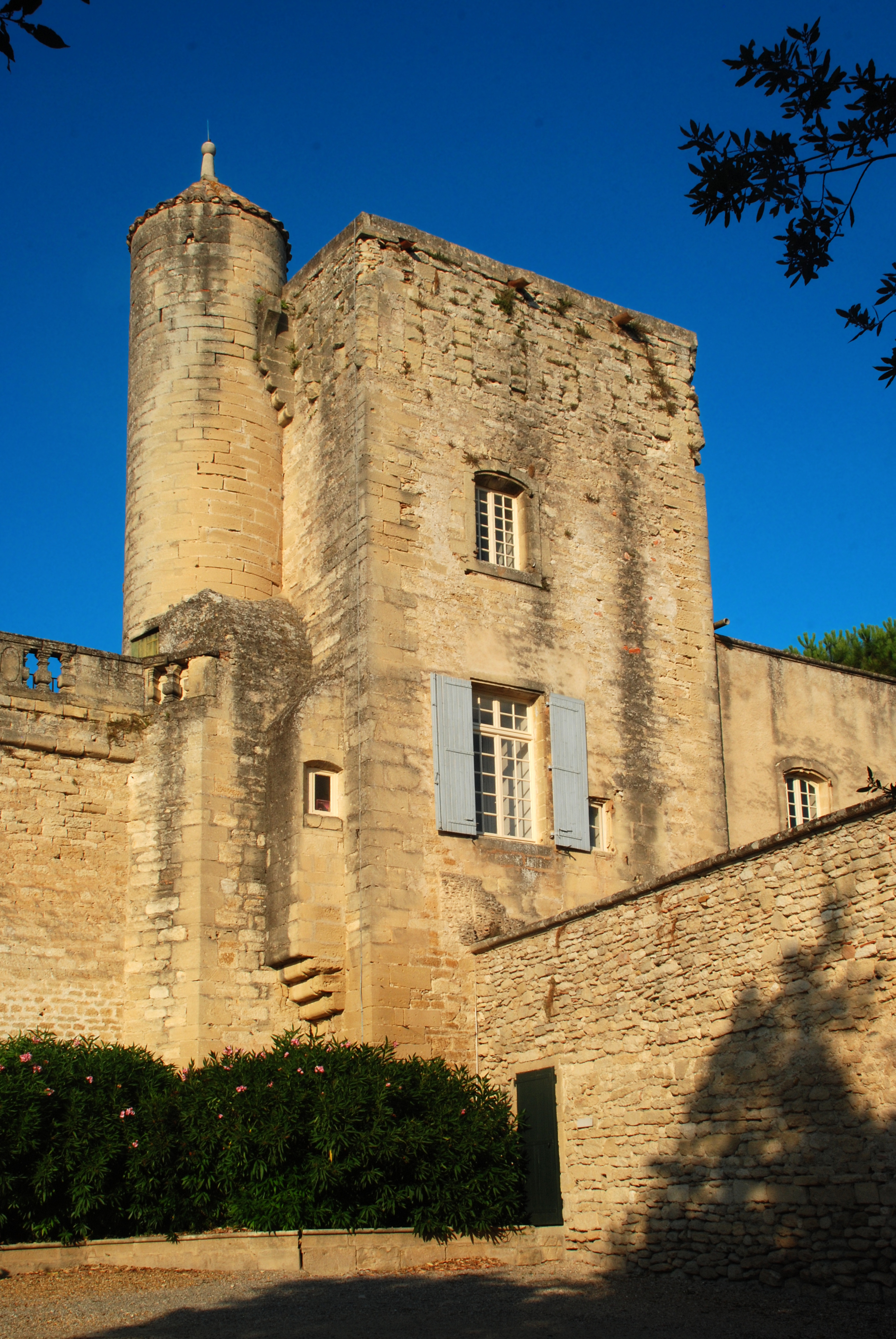
La tour du Portail.

## Festival de Villevieille - Salinelles
Le château accueille le plus ancien festival de musique classique de la Région Languedoc-Roussillon après celui de Prades dans les Pyrénées Orientales,.http://villevieille.over-blog.com/
En effet, les Soirées Musicales ont été créées en 1970 par la société Erato sous l'impulsion du directeur artistique Michel Garcin. C'est ainsi que sont venus régulièrement des musiciens comme François-René Duchâble (pianiste), Marielle Nordmann (harpiste), Jean Mouillère (violoniste) et le Quatuor Via Nova, le Quatuor Sine Nomine, le Quatuor Enesco.
Les fonds récoltés lors des premiers concerts à partir de 1970 devaient permettre de restaurer la Chapelle de Saint-Julien de Montredon située sur la commune de Salinelles, mais en fait c'est par d'autres sources de financement que cette chapelle a été restaurée par l'association de sauvegarde. Elle a été classée Monument Historique en 1973.
Et les concerts se déroulent depuis quelques années également dans cette chapelle en plus de la cour du château.

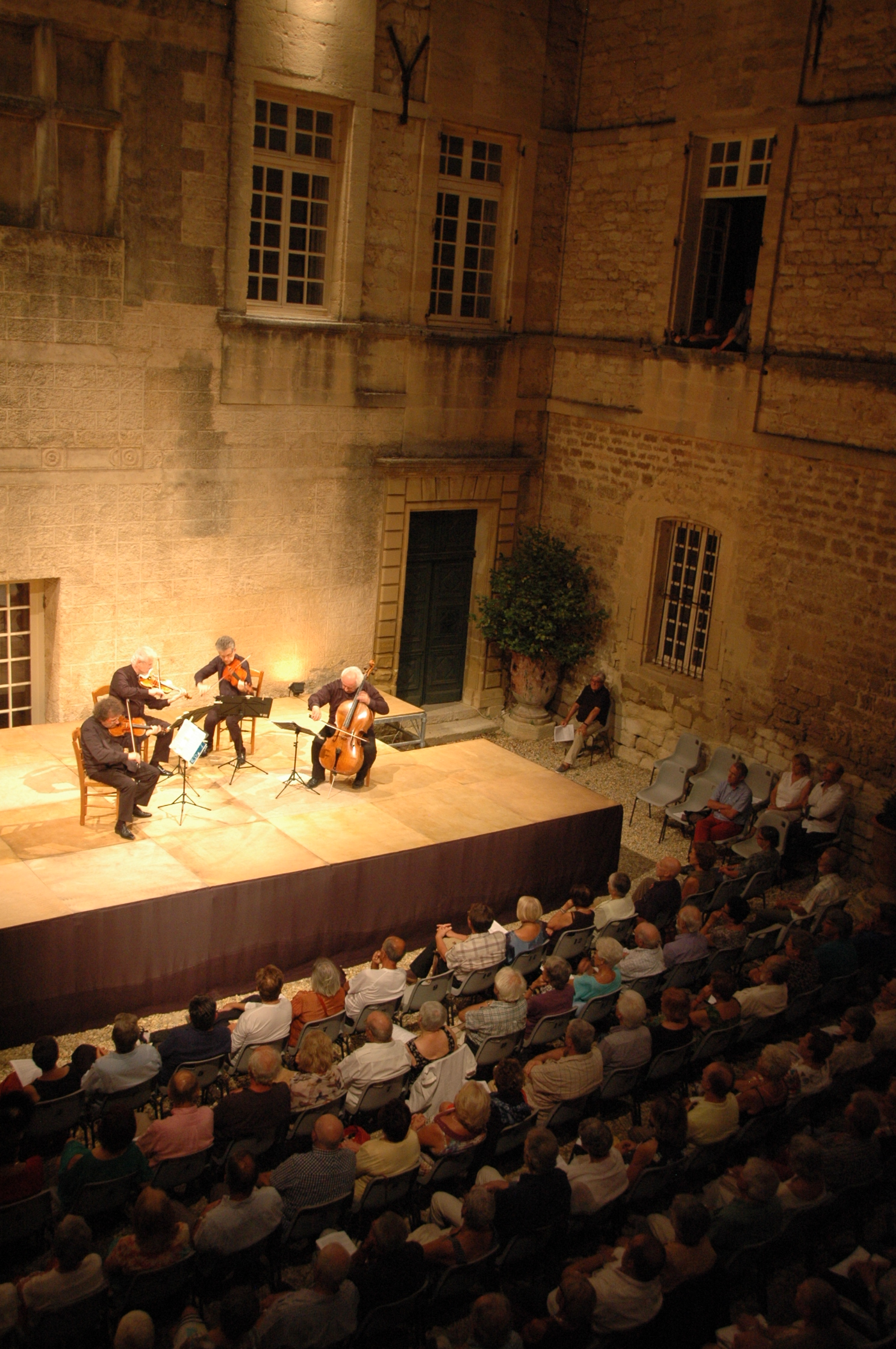